# Karl Witzell
Karl Witzell (18 octobre 1884 - 31 mai 1976) est un Generaladmiral de la Kriegsmarine et directeur de l'Office de l'armement de la marine pendant la Seconde Guerre mondiale.

## Decorations
- Chevalier de l'ordre de Dannebrog
- Croix de Frédéric-Auguste de 2e et 1re classe
- Prix du service prussien
- Croix de fer (1914)
  - 2e classe
  - 1re classe
- Croix d'honneur
- Médaille de service de longue durée de la Wehrmacht de la 4e à la 1re classe avec feuilles de chêne
- Croix de fer (1939)
  - 2e classe
  - 1re classe
- Croix du Mérite de guerre avec épées
  - 2e classe
  - 1re classe
- Croix du Mérite de guerre avec épées le 6 octobre 1942 en tant que Generaladmiral et chef des Marinewaffenhauptamtes